# Norrbottens län

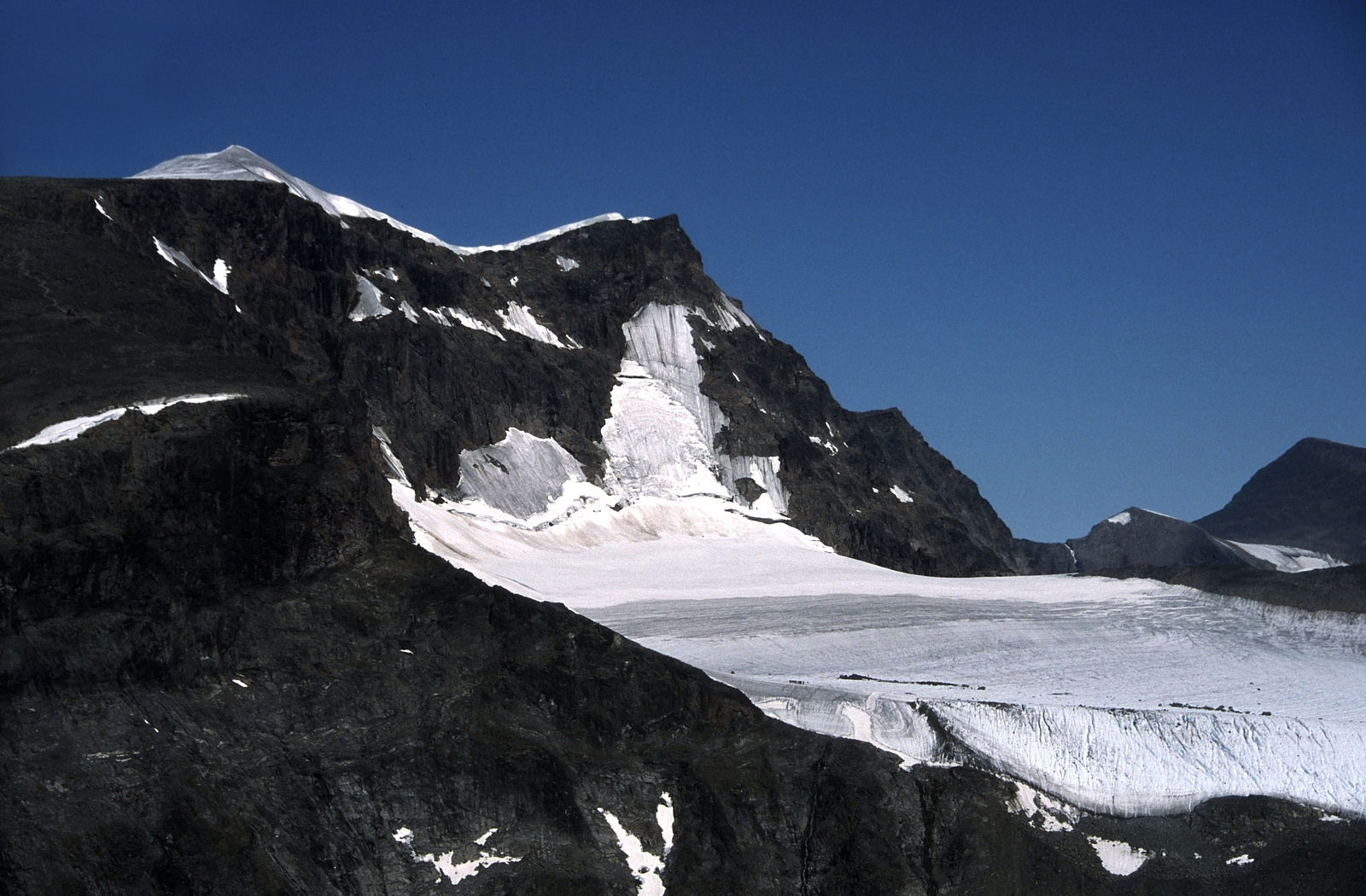
Kebnekaise

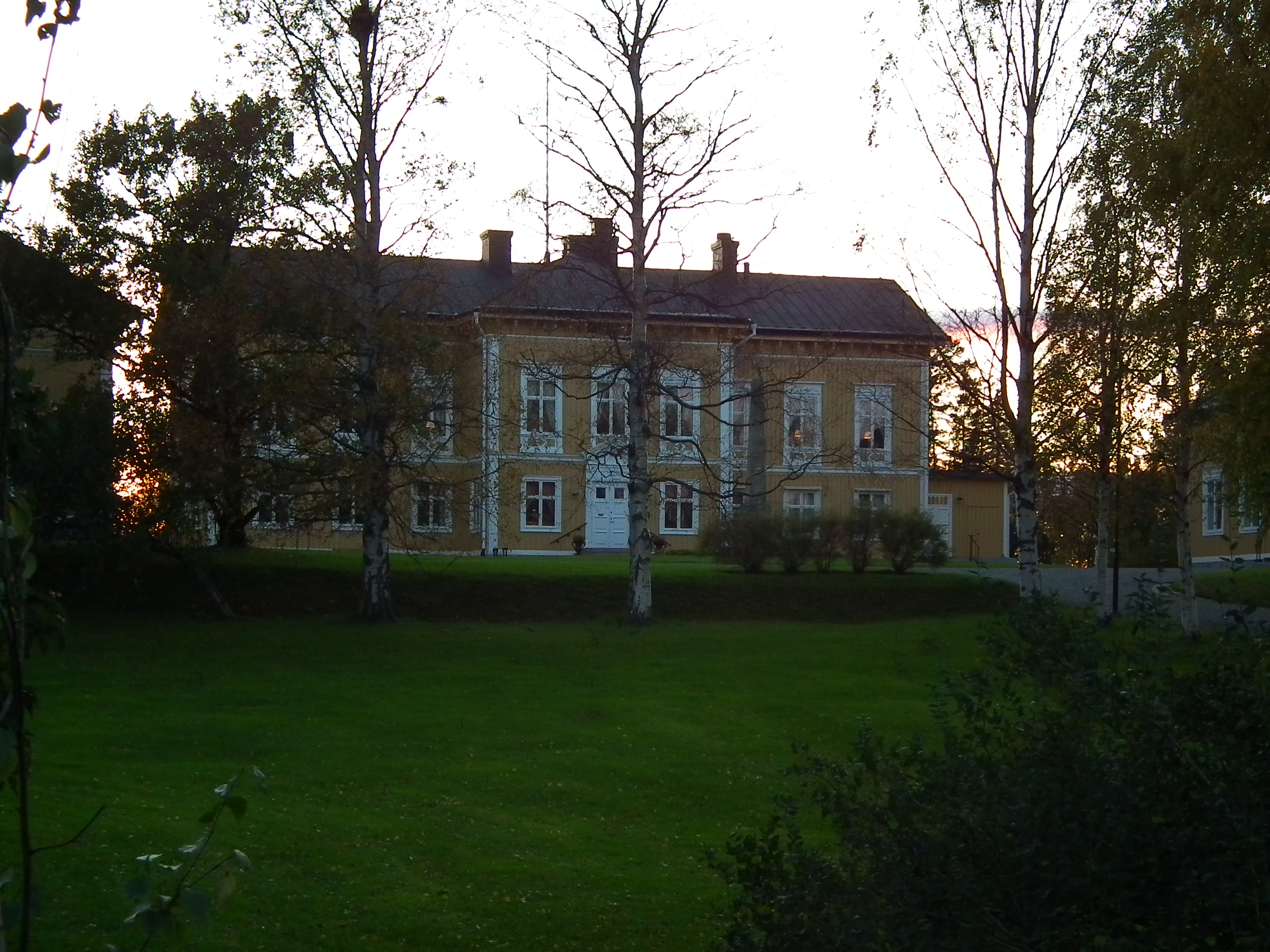
Residentie van de landshövding in Luleå

Norrbottens län, Nederlands: provincie Norrbotten, is het noordelijkste län van Zweden. De provincie bestaat sinds 1810.

## Aardrijkskunde
Het westen van Norrbottens län ligt in het Scandinavische Hoogland.
Norrbottens län ligt aan de Botnische Golf en grenst aan de Zweedse provincie Västerbottens län, de Noorse provincies Nordland en Troms en aan het landschap Lapland in Finland. De hoofdstad van Norrbottens län is Luleå en de oppervlakte bedraagt 98.911 km², wat 24,1% van de totale oppervlakte van Zweden is. Daarmee is Norrbottens län de grootste provincie van het land. Norrbottens län telde 249.683 inwoners in 2021. Het län omvat het historische landschap Norrbotten en het noordelijke deel van het landschap Lapland.
Zowel de hoogste berg van Zweden, de Kebnekaise, als het diepste meer, het Hornavan, liggen in Norrbottens län. Een groot deel van de provincie maakt deel uit van het Tornedal, een Euregio in Zweden en Finland.
De grens in het oosten van Norrbottens län tussen Zweden en Finland vanaf het drielandenpunt Treriksröset met nog Noorwegen tot aan de Botnische Golf is een aaneenschakeling van rivieren. Het meer Kilpisjärvi ligt op minder dan vijf kilometer van Treriksröset en daarna komen de volgende rivieren: de Kilpis, Könkämä, Muonio en de Torne.
Aan de Botnische Golf ligt de scherenkust van Norrbotten, die in vier eilandengroepen is onderverdeeld. Er zijn bij elkaar meer dan 750 eilanden. Er komen daarmee corresponderend vier rivieren in de Botnische Golf uit: de Pite, Lule, Kalixälven en de Torne.
De aardrijkskunde van het gebied verandert door de postglaciale opheffing. Het gebied komt nog ieder jaar een enkele millimeter omhoog.
De spoorlijn Luleå - Narvik, beter bekend als de Ertsspoorlijn, verbindt de steden Luleå, Boden en Kiruna in Zweden met Narvik aan de Atlantische Oceaan in Noorwegen. Er wordt vooral ijzererts over vervoerd.

## Bestuur
Norrbottens län heeft, zoals alle Zweedse provincies, een meerduidig bestuur. Binnen de provincie vertegenwoordigt de landshövding de landelijke overheid. Deze heeft een eigen ambtelijk apparaat, de länsstyrelse. Daarnaast bestaat de landsting, dat feitelijk een eigen orgaan is naast het län, en dat een democratisch bestuur, de landstingsfullmäktige, heeft dat om de vier jaar wordt gekozen.

### Landshövding
Lotta Finstorp is sinds februari 2021 de vertegenwoordiger van de rijksoverheid in Norrbottens län.

### Landsting
De Landsting, formeel Norrbottens län landsting, wordt bestuurd door de landstingsfullmäktige die sinds 1982 uit 71 leden bestaat. Door de landstingfullmäktige wordt een dagelijks bestuur, de landstingsstyrelsen, gekozen. Men heeft een meerderheidscoalitie bestaande uit Norrbottens lokale partij Norrbottens sjukvårsparti, Moderaterna en de Centrumpartij.
Bij de laatste verkiezingen in 2018 was de zetelverdeling in de landstingsfullmäktige:
| partij                                    | %     | zetels |
| ----------------------------------------- | ----- | ------ |
| Norrbottens sjuksvårsparti                | 34,7% | 27     |
| Sveriges Socialdemokratiska Arbetareparti | 29,6% | 23     |
| Moderata samlingspartiet                  | 8,3%  | 6      |
| Vänsterpartiet                            | 7,8%  | 6      |
| Sverigedemokraterna                       | 6,0%  | 5      |
| Centerpartiet                             | 5,1%  | 4      |

## Toekomst
Er wordt al jaren in Zweden over een provinciale herindeling gedebatteerd, maar de verschillende plannen hiervoor zijn nog niet uitgevoerd. Norrbottens län zou volgens de plannen met Västerbottens län worden samengevoegd of zelfs met Västerbottens län, Jämtlands län en Västernorrlands län in een nieuw Stornorrland. 

## Sport

### Voetbal
Er is in de geschiedenis maar een club uit Norrbotten die de Allsvenskan bereikte. IFK Luleå speelde in 1971 op het hoogste niveau, maar eindigde als laatste waardoor directe degradatie volgde naar de Superettan. Het speelde nog 29 seizoenen in de Superettan, Bodens BK elf keer, Kiruna FF vijf, Luleå SK vijf, Lira Luleå BK drie, IFK Kalix twee, Luleå FF een, Piteå IF een en Gällivare SK een keer speelden ook nog seizoenen in de Superettan, maar op het moment spelen alle clubs bij de amateurs. De Boden Arena van Bodens BK is het grootste voetbalstadion van de provincie.

### IJshockey
Luleå HF speelt in de Swedish Hockey League, de hoogste ijshockeyklasse van Zweden. Luleå Hockey werd in het eerste seizoen van de Champions Hockey League, in het seizoen 2014-2015, Europees kampioen.

## Gemeenten
De volgende gemeenten liggen in Norrbottens län:
| - Älvsbyn - Arjeplog - Arvidsjaur - Boden - Gällivare - Haparanda - Jokkmokk | - Kalix - Kiruna - Luleå - Överkalix - Övertorneå - Pajala - Piteå |